# رودلف لينرت
كان رودولف فرانز لينيرت (13 يوليو 1878 – 16 يناير 1948) مصورًا فوتوغرافيًا نمساويًا مجريًا، اشتهر بإنتاجه لصور الاستشراق، وتصوير النساء والصور الجنسية.

## الحياة
وُلد في جروس أوبا (الآن فيلكا أوبا )، في بوهيميا، التي كانت آنذاك جزءًا من الإمبراطورية النمساوية المجرية (وأصبحت الآن جزءًا من جمهورية التشيك). 
سافر لأول مرة إلى تونس عام 1904، وفي عام 1904 زار مرة أخرى صديقه، وشريكه اللاحق، إرنست هاينريش لاندروك . أسس الثنائي استوديو للتصوير الفوتوغرافي في تونس وعمل لأكثر من 20 عامًا. قاموا فيما بعد بتأسيس استوديوهات في ميونيخ ولايبزيغ والقاهرة على التوالي، ونشروا الأعمال مثل Lehnert & Landrock .
منذ ستينيات القرن التاسع عشر فصاعدًا أصبحت صور الأشخاص ذوي القيم الثقافية المختلفة والأخلاق الجنسية شائعة لأسباب فنية وإثارة جنسية. وفقًا لباسكال بايتنس فإنهم يحدون من العنصرية والتعصب العرقي . 
قضى لينيرت الجزء الأخير من حياته في الرديف،في تونس ، حيث توفي هناك في 16 يناير 1948.